# Српска православна црква Светог Вазнесења Господњег у Суботици
Српска православна црква Светог Вазнесења Господњег у Суботици подигнута у периоду од 1723. до 1726. године. Припада Епархији бачкој Српске православне цркве и представља непокретно културно добро као споменик културе

## Историјат
Прво помињање цркве према писаним изворима је из 1744. године где се у једном протоколу наводи постојање два објекта, стара и нова црква: „malija i veliukija cerkve v šanci mjestje Suboticje”. Стара црква је била у непосредној близини и била је исто посвећена вазнесењу Господњем, само доста мања, офарбана у плаво са дашчаним кровом.
Садашња црква је подигнута у периоду од 1723. до 1726. године за време епископа бачког Софронија Томашевића. Док за ктитора се претпоставља да је био Никола Челебџија, трговац који се бавио гајењем и продајом стоке.
Током времена на цркви су вршене обимне интервенције и адаптације, средствима донатора. Прва је била 1766. године, када је и осликан иконостас. Године 1804. су изведени обимни радови, када је црква продужена (око 11,40 м) и проширена (око 1,50 м), када је над припратом начињена хор-галерија. У великој обнови 1909/1910. године, по пројекту Михајла Милана Харминца, архитекте из Будимпеште, црква је поново проширена, старији звоник порушен и сазидан нови звоник са два угаона простора, крстионицом и хранилиштем. На осам прозора, техником витража, осликани су ликови светитеља. Витраже је радила фирма „Tiroler Glassmalerei” из Инзбрука, који су за време бомбардовања Суботице током Другог светског рата уништени добрим делом.

## Архитектура
Због обнављања и проширења цркве почетком 19. века није се задржало изворно стилско обележје, осим самог изгледа звоника. Данас храм представља карактеристичан пример необарокних цркава, по својој архитектонској концепцији и декоративној пластици изведеној током велике обнове.
То је једнобродна грађевина са полукружном апсидом, и трансептом на истоку, припратом и звоником на западу. Прочеони, западни део храма је најрепрезентативније решен са централно постављеним плитким ризалитом и уздигнутим барокним торњем. Улаз је маркиран са два камена стуба која почивају на узвишеном постољу и носе благо заобљен фронтон. Централно је постављен двокрилни дрвени портал са лучним надсветлом. Бочне фасаде су обрађене хоризонталном поделом плитким фугама, а пиластри носе капителе са богатом барокном декорацијом у виду волута и акантусовог лишћа сежући до висине поткровног венца. Између су прозори са сегментним луком. У кровној зони, над трансептом и припратом, са северне и јужне стране су атике са благо наглашеним лучним завршетком, са централно постављеним кругом и геометријском декорацијом.
Стари иконостас, осликан 1766. године, који је за време велике обнове 1909. године поклоњен мањој цркви посвећеној Светом Димитрију, у Александрову, замењен је садашњим који је израђен 1910. године. Иконостас представља рад Јоханеса Лукеша, а под надзорома -Паје Јовановића. Радови су финансирани из прилога Маријете, уд. Александра Манојловића, богате суботичке грађанке која је за израду истога дала 10.000 круна, о чему постоји запис у соклу испод иконе Исуса Христа. Носач иконостаса и позлаћену резбарске радове су радили мајстори из радионице „Ратаи и Бенедек” из Пеште.
Богородичин трон је у рокајној резбарији и изведен је 1785. године. Претпоставља се да је рад Аксентија Марковића, а према запису сазнајемо да је ктиторка била Јелисавета, удова Георгија Констатиновића.
На Архијерејском трону је икона Свети Сава српски, уље на платну, изведена у реалистичном стилу, рад Александра Секулића из 1910. године, сликара из Зрењанина. Икону је храму поклонио Стеван Секулић о чему постоји запис у доњем десном углу иконе.

## Галерија
- Витраж Светог Саве
- Иконостас